# Milanesa napolitana
La milanesa a la napolitana es un plato típico de la gastronomía de países rioplatenses que tiene su origen en la influencia de la inmigración italiana. Consiste en una milanesa, habitualmente de carne, llevada al horno para ser recubierta como una pizza, con rodajas de tomate y queso mozzarella, añadiendo diversos ingredientes (como jamón o cebolla). Habitualmente se sirve con una guarnición de papas fritas o con puré de papas.

## Historia
Contra lo esperado, el nombre del plato no procede de la ciudad de Nápoles, en Italia, sino de su origen en el restaurante Nápoli de la ciudad de Buenos Aires, donde se elaboró y sirvió por primera vez a finales de la década de los 40, con el nombre de «milanesa a la Nápoli».
El restaurante Nápoli era propiedad de Jorge La Grotta y se encontraba en Buenos Aires, sobre la calle Bouchard, entre la Avenida Corrientes y la calle Lavalle, frente al popular estadio de boxeo Luna Park. los descendientes de La Grotta han testimoniado que el origen del plato fue la consecuencia de una combinación de las costumbres culinarias del sur de Italia, como la pizza, con las costumbres del norte, como la cotoletta alla milanese.
En la gastronomía argentina existe la leyenda, poco probable, de que el origen de este plato se debió a un error del cocinero, quien quemó la milanesa y no quedaba otra en el local. Para no desairar al cliente, La Grotta le ordenó a su asistente quitar el pan rallado quemado y cubrir la milanesa con salsa de tomate, jamón y queso, para gratinarla luego con un golpe de horno. La leyenda concluye diciendo que al cliente le gustó tanto la nueva versión que, a partir de ese momento, El Nápoli la incluyó en la carta como especialidad de la casa.

## Tipos de milanesas
- Milanesa napolitana de ternera: es la forma clásica del plato. Milanesa de ternera cubierta con salsa de tomate y queso mozzarella, añadiendo diversos ingredientes, como jamón, rodajas de tomate, o cebolla.[7]
- Suprema napolitana: filete de pechuga de pollo preparado exactamente igual de la versión clásica.[2]
- Suprema napolitana rellena: es como la suprema napolitana pero contiene una pechuga de pollo entera abierta en dos, donde se añaden ingredientes como queso mozzarella, jamón crudo, champiñones, verduras, etc.[8]
- Napolitana a caballo: es como una milanesa napolitana común pero con un huevo frito arriba y a veces panceta.[9]
- Napolitana completa: es la que tiene una guarnición de papas fritas y un par de huevos de gallina fritos.
- A la napolitana al pan: se trata de un sándwich de emparedado de milanesa a la napolitana, es decir la milanesa cocida al horno junto al queso y al jamón y con salsa pero casi siempre sin guarniciones emparedada entre dos rodajas de pan, aunque, como en el caso de los chips griegos, pueden añadírseles más salsas (como la salsa golf) y una pequeña ristra de papas fritas cortadas largas dentro del sándwich, el pan que se suele usar es un pan blanco de los llamados en Argentina "Pan francés".